# Liam Hyland
Liam Hyland este un om politic irlandez, membru al Parlamentului European în perioada 1999-2004 din partea Irlandei.
1. 1 2 3 4 5 6 7   https://www.oireachtas.ie/en/members/member/Liam-Hyland.S.1977-10-27 Lipsește sau este vid: |title= (ajutor)
2. 1 2   http://www.assembly.coe.int/nw/xml/AssemblyList/MP-Details-EN.asp?MemberID=2643 Lipsește sau este vid: |title= (ajutor)